# Creede (Colorado)
Creede, Colorado ist eine kleine Gemeinde im Mineral County, US-Bundesstaat Colorado. Creede ist County Seat des Mineral Countys.
Der Ort liegt in den San Juan Mountains im Quellgebiet des Rio Grande am Willow Creek, welcher ca. 3,5 km stromabwärts in diesen mündet. Er wurde nach Nicholas C. Creede benannt. Um 1840 siedelten sich die ersten Farmer am Oberlauf des Rio Grande an. Silberfunde in den umgebenden Bergen wurden ab 1869 wenig erfolgreich abgebaut. Erst um 1889 kam es zu einem Silberboom in den Bergen um Creede. Es lebten zeitweise um die 10.000 Menschen in der Region. Bergbau wurde seitdem kontinuierlich bis 1985 betrieben. Dennoch sank die Einwohnerzahl auf 290 (2010). Die Denver and Rio Grande Western Railroad band die Gemeinde an das Eisenbahnnetz an. Heute stellt der Tourismus die wichtigste Einnahmequelle der Ortschaft dar.

## Sehenswürdigkeiten

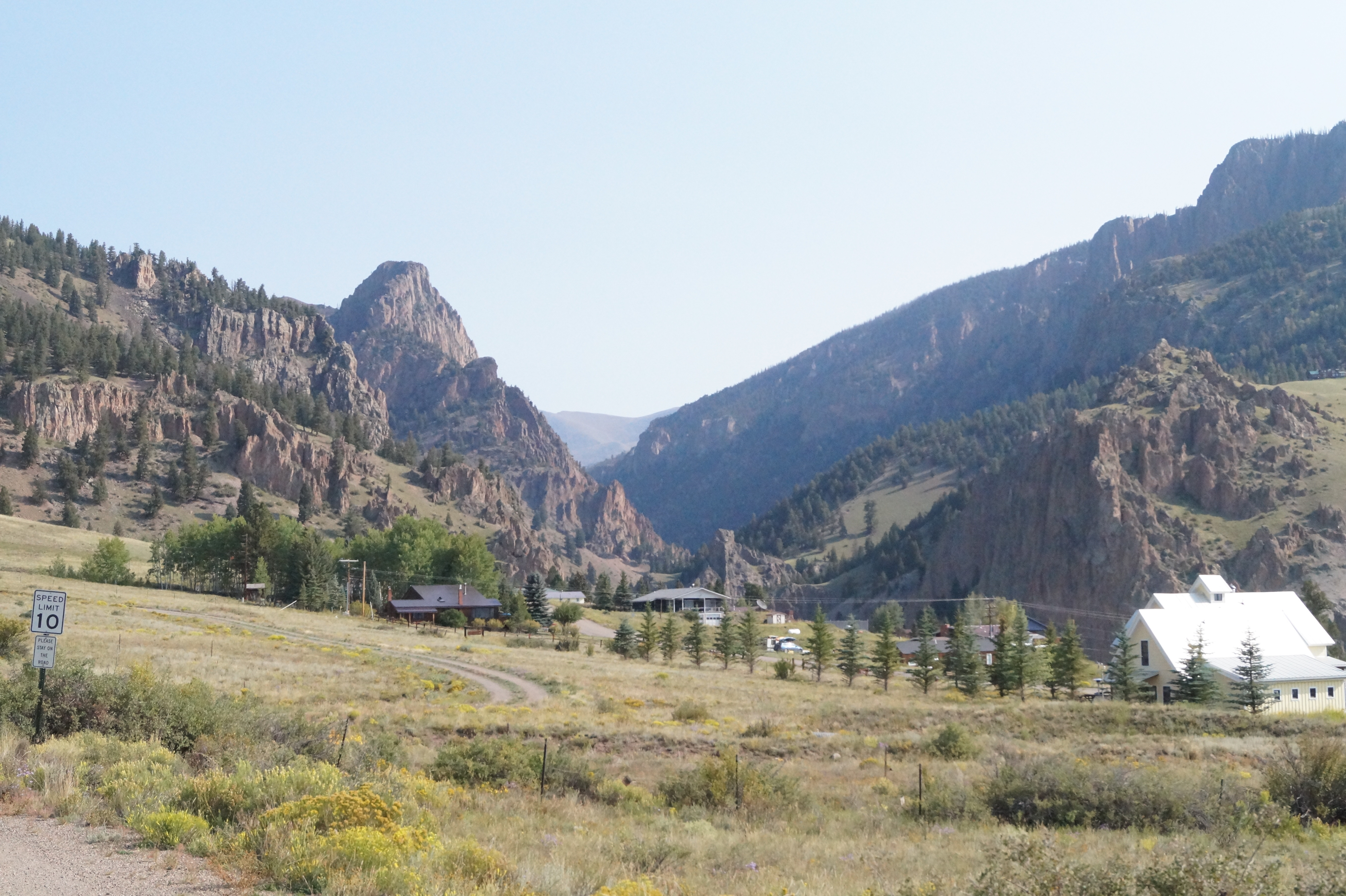
Blick in Richtung Creede vom Friedhof oberhalb des Ortes

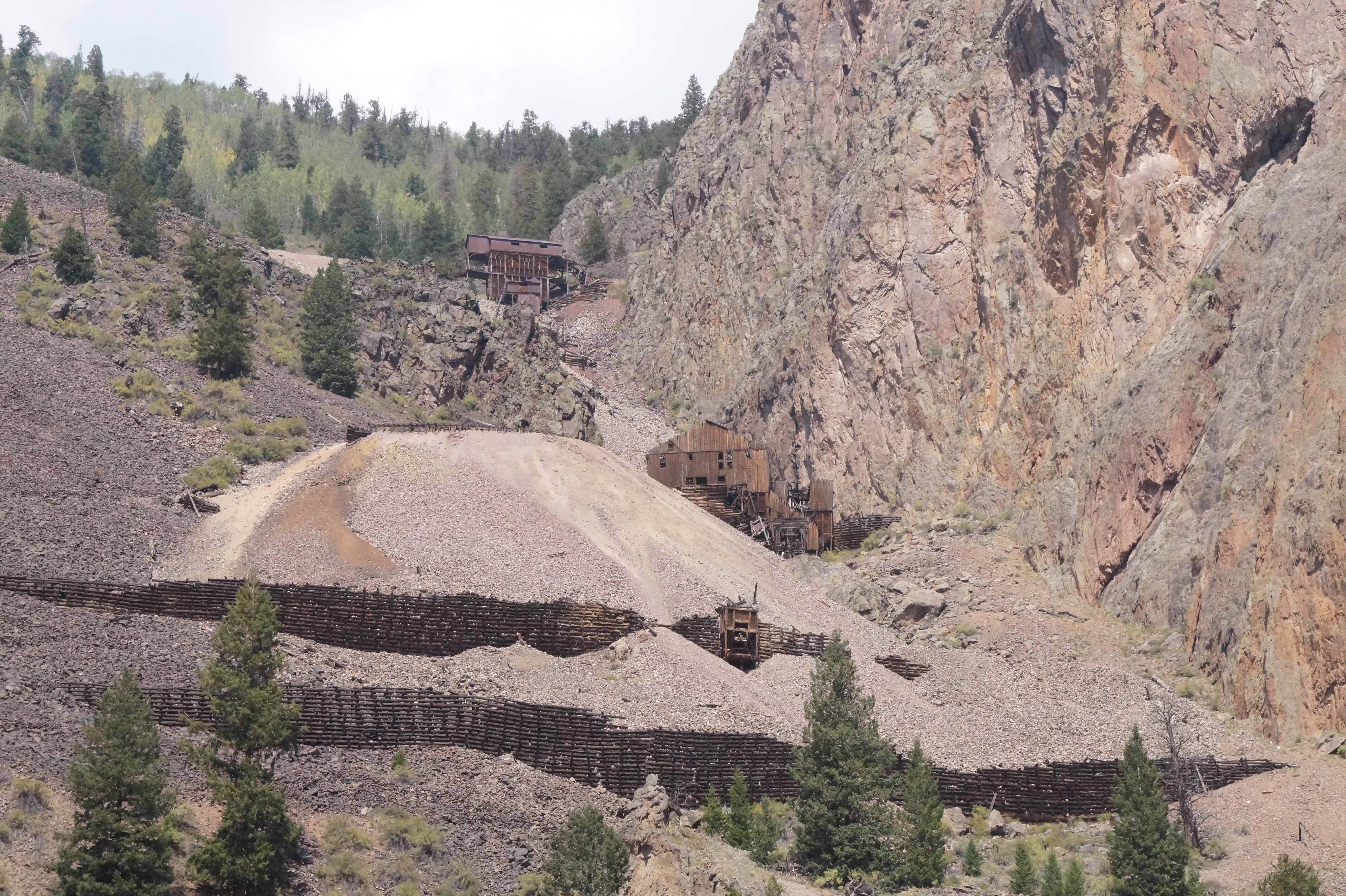
Reste von Bergbauaktivitäten im Bachelor Loop

Creede besitzt einen Ortskern mit einigen historischen Gebäuden und Kunstgalerien. Das Creede Historical Museum informiert über die Vergangenheit der Stadt, es befindet sich im alten Bahnhofsgebäude. Das Underground Mining Museum dokumentiert das Erbe des Bergbaues. Der Bachelor Loop Trail bietet Mountainbikern, Wanderern und Geländewagenfahrern Einblicke in die umgebende Bergwelt mit vielen Überresten des Bergbaus. Im Westen, oberhalb des Ortes, befindet sich der historische Friedhof mit Grabstätten aus der Pionierzeit. Wenige Kilometer südöstlich, im Durchbruchstal des Rio Grande, befindet sich am Wagon Wheel Gap die gleichnamige Eisenbahnstation, welche im National Register of Historic Places eingetragen ist.